# Tuomas Holopainen
Tuomas Lauri Johannes Holopainen (ur. 25 grudnia 1976 w Kitee) – fiński muzyk, założyciel fińskiego zespołu metalowego Nightwish.

## Kariera
Na pianinie zaczął grać w wieku 8 lat, po namówieniu przez matkę, która jest nauczycielką gry na pianinie. Gdy miał 9 lat, rozpoczął naukę na klarnecie; w tym samym czasie kształcił się w szkole muzycznej, gdzie uzyskał dyplom. Później grał na saksofonie w grupie jazzowej oraz na klarnecie w orkiestrze dętej. Na keyboardzie gra od 16. roku życia. Przed Nightwish udzielał się w projektach takich jak Darkwoods My Betrothed czy Furthest Shore. Był także członkiem formacji For My Pain... oraz komponował dla Timo Rautiainena.
W szkole muzycznej poznał Erno „Emppu” Vuorinena (gitarzystę zespołu Nightwish) oraz Tarję Turunen (pierwszą wokalistkę zespołu). Przyjmuje się, że zespół powstał w lipcu 1996 roku jako projekt muzyczny Holopainena. Dla tej grupy pisze teksty i komponuje muzykę, dodatkowo gra na klawiszach. Holopainen śpiewał na pierwszej płycie Nightwish (Angels Fall First). Następnie do współpracy zapraszał profesjonalnych wokalistów: do Oceanborn Tapio Wilska oraz Tony Kakko do Over The Hills and Far Away. Od czasu czwartej płyty zespołu rolę wokalisty przejął basista Marco Hietala.
11 kwietnia 2014 roku ukazał się jego pierwszy solowy album muzyczny zatytułowany Music Inspired by the Life and Times of Scrooge, który jest inspirowany ulubionym komiksem Holopainena o nazwie Życie i czasy Sknerusa McKwacza. Album wydany został przez wytwórnie muzyczne Nuclear Blast i Roadrunner Records.

## Życie prywatne
Jako dziecko chciał zostać biologiem. Wspomina, że większość czasu spędzał w lesie; w szkole należał do kółka obserwacji ptaków.
W 2015 roku poślubił fińską wokalistkę Johannę Kurkelę. Jest wegetarianinem. Deklaruje się jako człowiek niereligijny, ale otwarty. Zapytany, co dzieje się z człowiekiem po śmierci, odpowiedział: stajemy się pokarmem dla robaków. Albo prochem. Tłumaczy, że moment, w którym uświadomił sobie swoją śmiertelność, był najważniejszym momentem w jego życiu, dlatego należy czerpać z życia stuprocentowe zyski (...) zanim powrócimy do swego pierwotnego stanu, w którym nie ma ani smutku, ani bólu.
Holopainen ceni fantastykę, między innymi Disneya i J.R.R. Tolkiena. Jego ulubionym filmem jest Osada. Mieszka w domu, który sam zaprojektował, w Kitee, swoim rodzinnym mieście. Nie przeminęła jego fascynacja dziką przyrodą; pasjonuje się turystyką.

## Dyskografia
Albumy solowe
| Rok  | Tytuł | Pozycja na liście | Pozycja na liście | Pozycja na liście | Pozycja na liście | Pozycja na liście | Pozycja na liście |
| Rok  | Tytuł | FIN               | DEU               | CHE               | AUT               | NLD               | BEL               |
| ---- | --- | ----------------- | ----------------- | ----------------- | ----------------- | ----------------- | ----------------- |
| 2014 | Music Inspired by the Life and Times of Scrooge - Data: 11 kwietnia 2014 - Wydawca: Nuclear Blast/Roadrunner Records | 1                 | 23                | 19                | 52                | 92                | 74                |

Inne
| Rok  | Tytuł                                                                           |
| ---- | ------------------------------------------------------------------------------- |
| 2003 | Timo Rautiainen & Trio Niskalaukaus – Timo Rautiainen & Trio Niskalaukaus (DVD) |
| 2003 | Silentium – Sufferion – Hamartia of Prudence                                    |
| 2004 | Timo Rautiainen & Trio Niskalaukaus – Kylmä Tila                                |
| 2004 | Timo Rautiainen & Trio Niskalaukaus – Hartes Land                               |
| 2007 | Kylähullut – Lisää Persettä Rättipäille (EP)                                    |
| 2007 | Kylähullut – Peräaukko Sivistyksessä                                            |